# Ghaziabad (distrikt)
Ghaziabad (hindi: ग़ाज़ियाबाद ज़िला, urdu: غازی آباد ضلع)er et distrikt i den indiske delstat Uttar Pradesh. Distriktets hovedby er Ghaziabad.

## Demografi
Ved folketællingen i 2011 var det 4,661,452 indbyggere i distriktet, mod 3,290,586 i 2001. Den urbane befolkningen udgør 67,46 % af befolkningen.
Børn i alderen 0 til 6 år udgjorde 14,23 % i 2011 mod 17,21 % i 2001. Antallet af piger i den alder per tusinde drenge er 854 i 2011, det samme som i 2001.